# Kanajärvi (sjö i Joensuu, Norra Karelen)
Kanajärvi är en sjö vid finsk-ryska gränsen. Den finländska delen ligger i kommunen Joensuu i landskapet Norra Karelen i Finland. Sjön ligger 130 meter över havet. Den är 21,4 meter djup. Arean är 1,24 kvadratkilometer och strandlinjen är 10,76 kilometer lång. Sjön  ingår i Jänisjokis huvudavrinningsområde.   Den ligger omkring 64 kilometer sydöst om Joensuu och omkring 390 kilometer nordöst om Helsingfors. 